# Война Джебель-Ахдар
Война Джебель-Ахдар (араб. حرب الجبل الأخضر Harb al-Jebel el-Akhdar‎ букв. Война Зелёной горы) — вооружённый конфликт в 1954—1959 годах в Омане, вызванный попыткой имама Галиба бен Али аль-Хиная защитить имамат Оман от султана Саида бин Теймура. Война продолжалась до 1959 года, когда британские вооруженные силы вступили в конфликт и помогли султану выиграть войну.

## Предыстория
В конце XIX — начале XX века султан Маската сталкивался с силами имама Омана, избравшими своим центром город Низва. Этот конфликт был временно разрешен в 1920 году договором, который предоставил имаму право автономного правления в пределах имамата Оман, но с признанием с его стороны номинального суверенитета султана Маската. Когда в начале 1920-х годов в Омане началась добыча нефти, Англо-Персидская нефтяная компания разведала нефть в регионе Фархуд, который входил в состав имамата, что побудило султана нарушить договор и захватить эти земли.
Когда Саид бен Таймур стал правителем Маската и Омана, его власть гарантировалась договорами с Англией. В 1954 года он вступил в спор с Саудовской Аравией по поводу оазиса Бурайми, где были обнаружены месторождения нефти. В том же году имамом Омана стал Галиб бен Али аль-Хинай. Он решил собрать оманских соплеменников, чтобы изгнать саудитов из Бурейми, но по инициативе британцев этот вопрос был решен путем арбитража. Для того, чтобы предотвратить заселение оазиса Бурайми людьми имама, султан направил в местность войска, к которым были прикреплены несколько британских офицеров. Тем не менее, престиж и авторитет султана пострадали ввиду пренебрежением к собственному народу.

## Первая фаза конфликта
Последний имам Омана, Галиб бен Али аль-Хинай, начал восстание в 1954 году, когда султан Омана передал лицензии на добычу нефти Иракской нефтяной компании, не обращая внимания на тот факт, что крупнейшие нефтяные месторождения лежали внутри владений имамата. Однако войска имама были разбиты, и он был вынужден вернуться в родную деревню Билад-Сейт.
Султан Саид бен Таймур полагался на продолжение британской военной поддержки. Иракская нефтяная компания «Ирак Петролеум», получившая право на разработку оманских месторождений, принадлежала европейским нефтяным гигантам, включая преемника Англо-иранской нефтяной компании — British Petroleum, которая и призвала британское правительство оказать поддержку султану.

## Участие саудитов к конфликте
Талиб бен Али аль-Хинай, брат имама, который бежал в Саудовскую Аравию, вернулся оттуда в 1957 году с 300 хорошо оснащенными бойцами, и восстание вспыхнуло вновь. Силы Талиба заняли форт возле Билад-Сейта, который был неприступен для не имевших тяжелой артиллерии войск султана. После нескольких недель безрезультатных боев Сулейман бен Хымьяр, шейх одного из племен региона, открыто объявил о своем неповиновении султану и начал всеобщее восстание. Местные войска султана были в значительной степени разбиты, когда пытались отступить через враждебных города и села.
В конце концов восстание было подавлено солдатами «Маскатского полка», собранного из бойцов племен, однако решающим фактором стало вмешательство двух пехотных рот и бронеавтомобилей британской армии, а также ВВС Великобритании. Силы Талиба отступили к неприступному хребту Джебель-Ахдар, где обосновались, легко отбивая атаки.

## Безвыходная ситуация
Армия султана была преобразована под британским командованием во главе с полковником Дэвидом Смайли. Он переформировал султанские силы, укрепив их белуджскими и арабскими солдатами. Это предотвратило дезертирство, но привело к напряженности внутри подразделений, а приказы часто не соблюдались из-за языковых проблем. Многие из солдат были набраны из провинции Дофар и свысока относились к другим арабами.
Армия по-прежнему не в состоянии справиться с цитаделью Талиба. Несколько троп к Джебель-Ахдар были слишком узкими, чтобы развернуть наступающие батальоны. Одна атака была предпринята против южного склона Джебель-Ахдар, используя четыре пехотные роты. Нападавшие поспешно отошли, опасаясь засады. В очередной попытке штурма пехота попыталась выманить защитников под удар ВВС, но бомбардировка не принесла ощутимого успеха.
В течение двух лет повстанческие диверсанты постоянно минировали дороги вокруг Джебель-Ахдар и нападали из засад на войска султана, британские отряды и транспортные средства нефтяной компании. Войска султана были рассредоточены в городах и деревнях у подножия хребта и, таким образом, были уязвимыми для атак.

## Британская атака (1959)
По мнению некоторых британских офицеров, полномасштабная атака британской бригады могла бы помочь захватить Джебель-Ахдар. Смайли и другие считали, что хватило бы и локальной атаки спецназа при поддержке авиации. В конце концов, в 1959 году были развернуты две британских эскадрильи под командованием Энтони Дин-Драммонда. После бомбардировки отдаленных позиций повстанцев на северной стороне Джебель-Ахдар британский спецназ атаковал южный склон в ночное время, застигнув мятежников врасплох. Для отвлечения внимания британцы сбрасывали с самолетов ящики, которые повстанцы приняли за парашютистов.
Сопротивление повстанцев были стремительно сломлено. Талиб и его бойцы либо сложили оружие, либо бежали в Саудовскую Аравию. Имам Галиб также отправился в изгнание в Саудовскую Аравию.
Жертвами этого пятилетнего конфликта стали сотни убитых повстанцев, а также некоторое число британских и лояльных султану солдат. Решающее наступление 1959 года привело к гибели 13 солдат султана и британских соладт, а также 176 повстанцев ибадитов в последний месяц боевых действий.

## Последствия
С поражением имама договор 1920 года был прекращён, а автономия имамата Оман отменена. В начале 1960-х годов имам, бежавший в Саудовскую Аравию, получил поддержку со стороны своих покровителей и других арабских стран, но эта поддержка прекратилась в 1980-х годах.
Несмотря на поражение, некоторые повстанцы продолжали атаки на территорию Омана из Саудовской Аравии или через ОАЭ, минируя дороги, что приводило к жертвам среди солдат султана и гражданских лиц. Султану не хватало солдат, чтобы предотвратить эти диверсии. В 1960 году султан создал жандармерию для оказания помощи армии в решении этой задачи, а также для исполнения обычных полицейских обязанностей. В конечном счете диверсии повстанцев удалось прекратить.